# Ansichten eines Clowns (Film)
Ansichten eines Clowns ist ein deutscher Spielfilm aus dem Jahr 1976 nach der gleichnamigen Erzählung von Heinrich Böll. Unter der Regie von Vojtěch Jasný spielte Helmut Griem die Titelrolle.

## Handlung
Die Bundesrepublik Deutschland in der Spätphase der Adenauer-Ära. Hans Schnier, der Spross einer Industriellen-Familie, kann den sinnlosen Tod seiner Schwester nicht überwinden. Seine nationalsozialistisch ausgerichtete Mutter drängte die 16-Jährige in den letzten Tagen des Zweiten Weltkriegs dazu, sich „freiwillig“ zur Flak zu melden, um, wie sie sich ausdrückte, an der Front „die heilige deutsche Erde zu verteidigen“. Anderthalb Jahrzehnte später scheinen Hans alle ihm seit jeher vertrauten Menschen in seinem Umfeld die Erinnerungen daran verdrängt zu haben. Man hat sich im Wirtschaftswunderparadies Westdeutschland gemütlich eingerichtet.
Aus Protest gegen diese perfekten Verdrängungsmechanismen und Verlogenheiten seines familiären Umfeldes beginnt Hans, den Clown zu spielen. Doch nun hat er sich am Bein verletzt und muss für längere Zeit pausieren. Das Geld ist knapp. Er plant, seine Eltern daheim in Bonn zu besuchen. Dies ist die Ausgangssituation des Films, dessen drei zeitliche Erzählebenen häufig zwischen Gegenwart und Vergangenheit pendeln.
Schnier reist kreuz und quer durch Deutschland. Mit seinen Auftritten als Clown oder als Charlie Chaplin in mager besuchten Vorstellungen armseliger Veranstaltungsorte kann er sich nur mühsam finanziell über Wasser halten. In Rückblenden reflektiert er über sein Leben und die schwierige Beziehung zu seiner großen Liebe, der religiösen Marie Derkum. Die hatte ihn einst verlassen, um den strenggläubigen Katholiken Züpfner zu heiraten. Seitdem sieht sich Schnier nicht mehr imstande, eine Beziehung zu einer anderen Frau aufzubauen, zu sehr wirkt diese zerbrochene Partnerschaft nach.
Nach vielen Jahren kehrt Hans wieder in die elterliche Villa nach Bonn zurück. Im Kreise einer von seiner Mutter gegebenen Gesellschaft, an der auch der päpstliche Prälat Sommerwild teilnimmt, spürt er augenblicklich wieder die ihm seit seiner Kindheit so gut bekannte und zutiefst verhasste Bigotterie und gesellschaftliche Verlogenheit. Sofort kommen all die schrecklichen Erinnerungen an die verhängnisvollen letzten Kriegstage im Frühjahr 1945 zurück, als sein Jugendfreund Georg beim Hantieren mit einer Panzerfaust ums Leben kam. Die Eiseskälte seiner Mutter, die ihn umfängt, stößt ihn zutiefst ab. Aus der einst glühenden Hitler-Anhängerin ist eine heuchelnde Grande Dame der bundesrepublikanischen Gegenwart geworden, die in ihrem Teekränzchen auch einen Juden integriert hat. Hans sucht angesichts dieser geballten Falschheit und des wohlfeilen Opportunismus die Auseinandersetzung und konfrontiert seine Mutter mit ihren nazistisch-ideologischen Ansichten aus der Vergangenheit.
Im persönlichen Zwiegespräch mit dem katholischen Prälat zeigt sich Hans später erbittert darüber, dass Marie ihn wegen des erzkatholischen Herrn Züpfner verlassen hat. Erzürnt und frustriert verlässt Hans die elterliche Villa, um seinen Bruder Leo, der katholischer Glaubensbruder geworden ist, im Kloster zu besuchen. Doch er hat keinen Erfolg; der Pförtner sagt, dass Frater Leo jetzt nicht gestört werden dürfe.
In den folgenden Rückblenden erinnert sich Hans an die schönen Stunden voller Liebe und Vertrautheit mit Marie. Eines Tages war Marie fort, nach Köln, wie Hans von ihrem Vater erfährt, und er reist ihr nach. Dort muss er feststellen, dass Maries katholischer Glauben immer stärkere, ihm zutiefst befremdliche Züge angenommen hat. Hans nimmt jede Gelegenheit war, in trauten Runden mit Marie und anderen Anwesenden provozierend gegen Katholizismus, Protestantismus und selbst Atheismus zu sticheln.
Auch die Aussprache mit seinem Vater, bis 1945 nicht weniger nazistisch aber weniger dogmatisch als seine Mutter eingestellt, scheitert. Während Hans an der Gegenwart wie der Vergangenheit zweifelt und verzweifelt, fordert der ihn in seiner Wohnung aufsuchende Vater seinen ältesten Sohn dazu auf, „sich abzufinden“ – abzufinden mit der Gegenwart und der Vergangenheit, abzufinden mit den vielfältigen Formen des Scheiterns und vergeblichen Opponierens.
Was bleibt, ist Hans Schniers Hoffnung, die er in seinen kleinen Bruder setzt, obwohl beider Verhältnis seit dem Moment getrübt ist, als Leo katholischer Glaubensbruder wurde. Es kommt zu einem kurzfristig anberaumten Treffen zwischen Hans und Leo. Doch Hans, larmoyant und wieder einmal sehr knapp bei Kasse, stößt mit seinem Weltschmerz auch bei Leo auf taube Ohren. In provozierender Clownsmaskerade kommt Hans zu dem gemeinsamen Treffpunkt in einem Park. Er und Leo reden jedoch aneinander vorbei. Leos Welt ist nicht kompatibel mit der des älteren Bruders. In seiner Maskierung sitzt Hans Schnier am Ende resigniert vor dem Bahnhof und singt traurige Weisen mit religionskritischem Inhalt.

## Produktion
Ansichten eines Clowns wurde am 14. Januar 1976 uraufgeführt und für Jugendliche ab 12 Jahren freigegeben.
Der Großteil des Films ist in Farbe; lediglich Rückblenden, die im Zweiten Weltkrieg spielen, sind in Schwarzweiß gehalten.
Joachim von Vietinghoff war Produktionsleiter, die Kostüme entwarf Charlotte Flemming. Von Georg von Kieseritzky stammten die Bauten, für den Ton zeichnete Bernhard Kellermann verantwortlich.

## Kritik
Für Die Zeit schrieb Wolf Donner 1976: „Die Umsetzung des Romans in den Film, der Erinnerungen und vielen Telephonate Schniers in reale Rückblenden ist glaubwürdig und sehr genau: sozusagen eine optimale Literaturverfilmung. Viel authentischer Text ist erhalten im durchgehenden inneren Monolog Schniers wie in den von Böll geschriebenen Dialogen, und Walter Lassallys Kamera dient der Vorlage mit funktionalem Realismus.“ Und zu den Schauspielerleistungen ist zu lesen: „Helmut Griem als Schnier, nuanciert, sympathisch; überzeugend selbst, wo er Probleme von gestern intoniert, rettet den Film über alle Themen der frühen Jahre hinweg. Sein Gesicht, bisher im Kino vorwiegend als blauäugig blonde Germanenlarve eingesetzt, spiegelt die unterschiedlichsten Vorgänge und Regungen, Liebe, Ekel, Resignation, seine wache Sensibilität. Er hat wunderbare Szenen mit seinem Vater (Gustav Rudolf Sellner) und dem der Marie (Hans Christian Blech), er spielt mit seinen 43 Jahren völlig glaubhaft die schöne, scheue erste Liebesnacht eines Schülers. Neben ihm bleibt die Marie Hanna Schygullas merkwürdig staksig und altdeutsch. Eine trübe Förderturm-Landschaft, ein Zug, das schwermütige, müde Gesicht des Clowns am Fenster: eine Reise in die Vergangenheit und in die kranke deutsche Seele, ein road picture in die Innenwelt, auf der Suche nach sich selber.“
Wolfgang Limmer kritisierte 1976 im Spiegel, dass man mit der Verfilmung des Böll-Romans einen Stoff gewählt habe, der längst von den Zeitströmungen überholt worden sei: „Den Kontroversen, die das Buch bei seinem Erscheinen 1963 auslöste, ist längst der Boden der Aktualität entzogen. Die bundesdeutsche Wirklichkeit hat sich im dazwischen liegenden Jahrdutzend auf andere Konfrontationen hin entwickelt, und Böll ist ihnen gefolgt. Warum also heute die Verfilmung der „Ansichten eines Clowns“?, denen man allenfalls einen literaturhistorischen Wert beimessen könnte? Vojtech Jasný („Wenn der Kater kommt“) hat sich bei seiner Adaption diese Frage erst gar nicht gestellt. Sein Clown Hans Schnier (von hochdeutschem Ernst durchweht: Helmut Griem) quält sich durch eine rheinische Realität, der man höchstens an den alten Taxis ansieht, dass sie in den frühen 60er Jahren situiert ist. Jener typisch kölsche klerikal-industrielle Komplex, in dem sich so kongenial der kapitalistisch-transzendentale Begriff von Wirtschaftswunder manifestiert, wird atmosphärisch nirgends spürbar. Jasnýs Köln und Bonn wirken allein schon durch den Verzicht auf Dialektfärbung aseptisch.“ Auch das Gros der schauspielerischen Leistungen wurde bemängelt: „Die gesellschaftlichen Kräfte treten in zu Knallchargen eingeplätteten Figuren auf […] Einzig Schniers Vater (Gustav Rudolf Sellner) gewinnt in der besten Szene, einer langen, vergeblichen Aussprache mit dem verlorenen Sohn etwas von jener komplexen Plastizität, wie man sie allen Personen gewünscht hätte.“ Limmers Fazit: „Hier wird noch einmal ein Böll aufgewärmt, dessen ratloses Heilsrezept der totalen Verweigerung er selbst schon längst überwunden hat.“
Im Lexikon des Internationalen Films heißt es: „Jasnýs sensibel gestaltete Verfilmung des Romans von Heinrich Böll überzeugt durch die Klage lauterer Menschlichkeit über die fatale Verstrickung des Individuums im Netz opportunistischer Gruppenansprüche, wirkt dagegen in den zeitkritischen Teilen oft hausbacken und klischeebeladen. Im Tonfall elegisch bis resignativ, gelingt es dem Film außerdem nur selten, dem bissigen Humor der Vorlage gerecht zu werden.“
Der Zoom-Filmberater führt dazu aus: „Jasný hält sich so sklavisch an die literarische Vorlage Heinrich Bölls, dass er nurmehr dem Buchstaben, nicht aber dem Geist des Romans gerecht wird. Die deutsche Bürgerschaft der sechziger Jahre, die von einem desillusionierten und verkrachten Clown den Spiegel vorgehalten bekommt, erfährt so nicht jene brisante Demaskierung, die Bölls Roman noch heute aktuell erscheinen lässt. Der Film erweckt vielmehr den Eindruck einer zwar mit formaler Könnerschaft gestalteten, aber reichlich verspäteten Abrechnung mit den Wunderkindern von damals.“